# دافيد دي توماسو
دافيد دي توماسو (بالفرنسية: David di Tommaso)‏ (6 أكتوبر 1979 فرنسا - 29 نوفمبر 2005 هولندا) هو لاعب كرة قدم فرنسي سابق كان يلعب كمدافع.

## روابط خارجية
- دافيد دي توماسو على موقع قاعدة بيانات كرة القدم.إي يو (الإنجليزية)
- دافيد دي توماسو على موقع ليكيب (الفرنسية)
- دافيد دي توماسو على موقع عالم كرة القدم.نت (الإنجليزية)